# Annelies Koningsveld-den Ouden
A.E. (Annelies) Koningsveld-den Ouden (ca. 1952) is een Nederlands politicus van D66.
Ze is afgestudeerd aan de Landbouw Hogeschool Wageningen. Bij de gemeente Rotterdam werkte ze van 1976 tot 1981 bij de dienst volkshuisvesting waar ze betrokken was bij de stadsvernieuwing. Vervolgens was ze vijf jaar docent aan de Haagse Hogeschool en daarna werd ze hoofd huisvestingzaken in Voorburg. Verder was ze sectorhoofd 'Wonen en Werken' bij het Amsterdamse stadsdeel Bos en Lommer waar ze ook nog tijdelijk gefunctioneerd heeft als waarnemend stadsdeelsecretaris. Daarna was ze als senior-adviseur/procesmanager werkzaam bij Grontmij Advies en Techniek.
In 1998 werd Koningsveld-den Ouden als enige D66'er gekozen in de gemeenteraad van Oegstgeest en aangezien alle overige partijen die in de raad vertegenwoordigd waren deeluitmaakten van het college, was ze het enige raadslid die in de oppositie zat. In april 2001 volgde haar benoeming tot burgemeester van Bennebroek. In 2005 liepen de spanningen tussen de gemeenteraad en B&W maar ook intern in B&W zo hoog op, dat de raad het vertrouwen opzegde in het voltallige college inclusief Koningsveld-den Ouden die eervol ontslag kreeg.
In juli 2006 werd ze waarnemend burgemeester van Uitgeest wat ze bleef tot Mieke Baltus begin 2007 daar tot burgemeester benoemd werd.